# تامالپی-هومستید ولی (کالیفرنیا)
تامالپی-هومستید ولی (به انگلیسی: Tamalpais-Homestead Valley) یک منطقهٔ مسکونی در ایالات متحده آمریکا است که در شهرستان مارین، کالیفرنیا واقع شده‌است. تامالپی-هومستید ولی ۱۲٫۰۴۹ کیلومتر مربع مساحت و ۱۰٬۷۳۵ نفر جمعیت دارد.